# Krauchthal
Krauchthal é uma comuna da Suíça, situada no distrito administrativo de Emmental, no cantão de Berna. Tem 19,4 km² de área e sua população em 2018 foi estimada em 2.365 habitantes.